# لیمو زمینی
لیمو زمینی (نام علمی: Podophyllum) نام یک سرده از تیره زرشکیان است.